# Neglasari (Purabaya)
Neglasari is een bestuurslaag in het regentschap Sukabumi van de provincie West-Java, Indonesië. Neglasari telt 8616 inwoners (volkstelling 2010).